# Codonodes
Codonodes is een geslacht van vlinders van de familie spinneruilen (Erebidae), uit de onderfamilie Calpinae.

## Soorten
- C. louisiada Hampson, 1926
- C. papuana Hampson, 1926
- C. rectigramma Hampson, 1907